# Gecarcoidea natalis
Il granchio rosso (Gecarcoidea natalis Pocock 1888) è una specie di granchio della famiglia Gecarcinidae, endemica dell'Isola di Natale e introdotta accidentalmente anche nelle Isole Cocos (o Keeling), entrambi territori australiani a sud di Giava e Sumatra.

## Descrizione

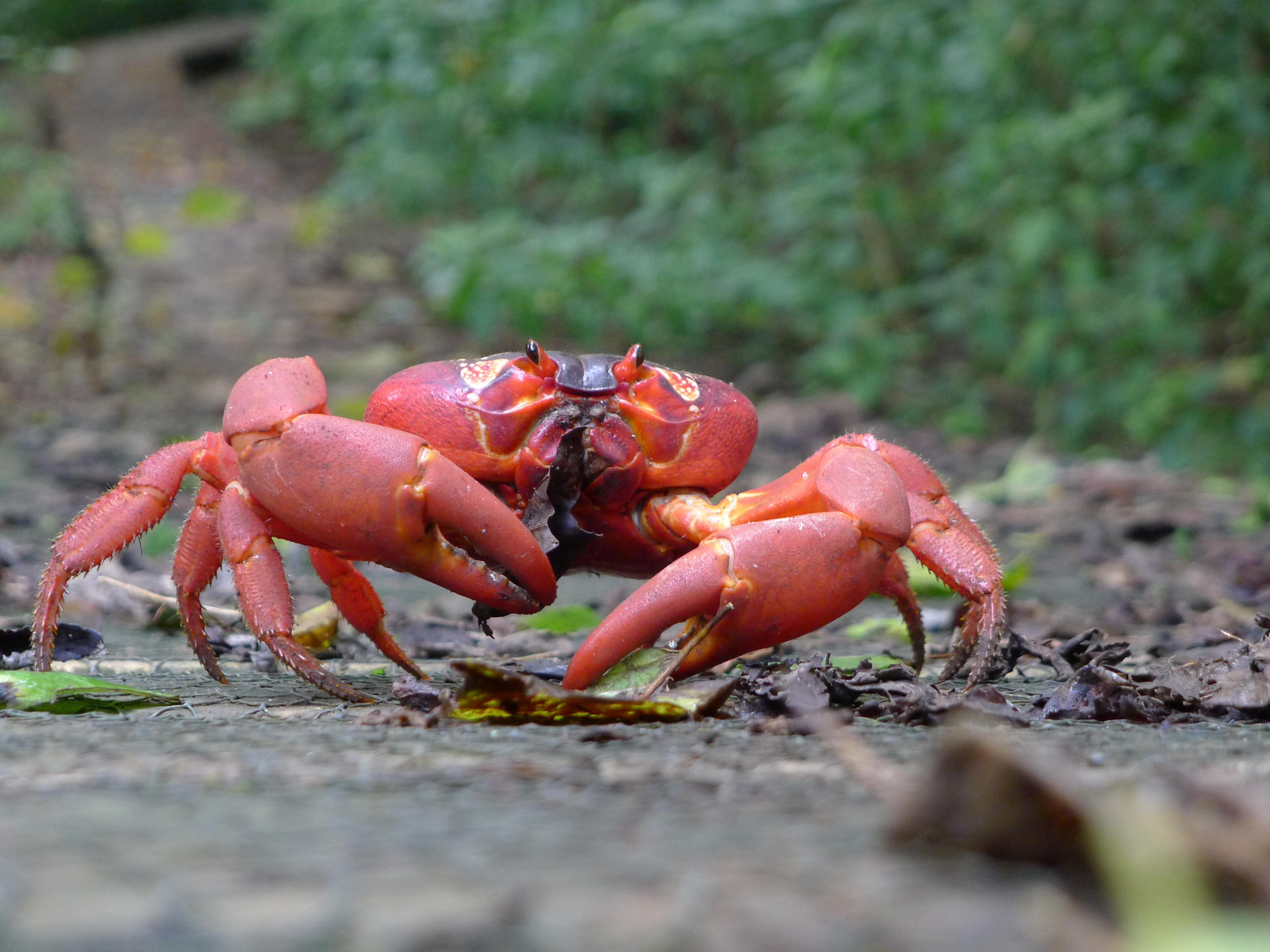
Un granchio rosso mentre si nutre di una foglia

La specie, i cui numeri superano i 40 milioni di individui, è di un marcato colore rosso, con chele di grandi dimensioni rispetto al resto del corpo; è diurna e prevalente erbivora, cibandosi di foglie, semi e frutti e, occasionalmente, uccelli o altri granchi morti, chiocciole giganti e rifiuti urbani. Il granchio rosso è una specie fondamentale per l'ecosistema e la biodiversità dell'isola, dato che influenza la crescita della foresta consumando determinati semi e germogli, rivoltando il suolo e fertilizzandolo con gli escrementi. La specie preferisce il clima umido, e si ritira nella tana durante la stagione secca, che dura circa due-tre mesi, coprendo l'entrata con foglie bagnate per mantenere costante l'umidità.

### Migrazione e riproduzione
La specie è nota soprattutto per l'imponente migrazione che svolge per accoppiarsi e deporre le uova fra ottobre e dicembre, la stagione umida. Normalmente il granchio rosso vive nel centro boscoso dell'isola, ma si accoppia sulla spiaggia: quindi, quasi tutti gli esemplari attraversano in massa e contemporaneamente l'isola diretti alla costa. Per sostenere i ritmi della migrazione, nel corpo del granchio avviene un aumento del glucagone che, combinato con il glucosio, fornisce loro energie sufficienti per compiere andata e ritorno.
La migrazione è guidata dai maschi, seguiti dalle femmine; i maschi ritornano all'interno dell'isola subito dopo l'accoppiamento, mentre le femmine rimangono nelle buche scavate nella spiaggia per 12-13 giorni facendo sviluppare le uova in una sacca situata fra l'addome e il torace; dopodiché, nei cinque-sei giorni successivi, depongono le uova in mare, fino a 100.000 ciascuna. Le uova si schiudono al contatto con l'acqua, e le larve nuotano verso la riva; milioni di esse vengono divorate da pesci che si nutrono di plancton, quali mante e squali balena; quelle che sopravvivono si sviluppano in acqua per circa un mese, fino a giungere ad uno stadio detto megalopa (in aspetto simile ad un gamberetto). Le megalope si raggruppano per un paio di giorni nei pressi della riva, trasformandosi in piccoli granchi, per cominciare quindi la marcia verso l'interno, che dura per circa nove giorni. Normalmente, il tasso di piccoli granchi che riescono ad emergere dal mare è nullo o quasi: annate eccezionali, che occorrono anche uno o due anni ogni dieci, sono però sufficienti a mantenere costante la popolazione.
Visti i grandi numeri della specie, gli insediamenti umani dell'isola, che è abitata, sono letteralmente invasi dai granchi; vengono prese diverse precauzioni per evitare che le attività umane (come il traffico) danneggino gli animali, come barriere per cercare di incanalarne il flusso, la chiusura di tratti di strada e anche la costruzione di sovrappassaggi e sottopassaggi progettati appositamente per far loro attraversare la strada.

## Conservazione
La popolazione di granchi rossi dell'Isola di Natale è decimata da una specie di formica introdotta accidentalmente, la Anoplolepis gracilipes.